# Melittia lagopus
Melittia lagopus is een vlinder uit de familie wespvlinders (Sesiidae), onderfamilie Sesiinae.
Melittia lagopus is voor het eerst wetenschappelijk beschreven door Boisduval in 1875. De soort komt voor in het Neotropisch gebied.